# Navadni oreh
Navadni oreh (znanstveno ime Juglans regia) je do 35 m visoko listnato drevo, ki sodi v družino orehovk (Junglandaceae).

## Opis
Navadni oreh je drevo, ki ima spiralasto razvrščene liste. List je sestavljen iz 7 - 9 lističev. Lističi so brez dlak in imajo cel rob. Mladi listi so sprva rdečkasti, pozneje zeleni. Oreh nosi tako ženske kot moške cvetove na isti rastlini, ob čemer moški cvetovi cvetijo pred ženskimi. Rastlina je vetrocvetka. Plod je koščičast in ga imenujemo tudi oreh. Zunanji del plodu je zelen, ki se jeseni rjavo obarva in razpre, osrednji del plodu pa otrdi. 
Navadni oreh je heliofit, saj rad raste na sončnih legah, ne ustrezajo mu pomladanske zmrzali, hladne vetrovne lege in preveč vlage v tleh. Lepo uspeva na strmih in skalnatih rastiščih. Sejanec oreha pride v rodnost nekako v 10. letu, v polno rodnost pa v 30. letu. Poleg tega lepo raste skupaj s travo, saj črpa vodo iz globin, trava pa zgolj iz zgornjega dela. Pod tem drevesom uspeva malo rastlin zaradi »juglona«, ki se izpira v tla. Poleg tega se je uporabljalo liste za odganjanje uši, bolh in drugih žuželk. Izvleček iz orehovih listov se lahko uporablja kot akaricid, to je snov, ki odvrača oziroma ubija pršice.

### Vsebnost
Cela rastlina ima močen vonj, vsebuje čreslovine (do 10 % elagotaninov), flavonoide, eterična olja, juglon. V listih in nezrelih plodovih se nahaja veliko vitamina C. Plodovi imajo veliko energijsko vrednost, ki znaša 2724 kJ/100 g.
100 g orehovih jedrc vsebuje Arhivirano 2015-03-03 na Wayback Machine.:
- 15.2 g beljakovin
- 65.2 g maščob
- 13.7 g ogljikovih hidratov, vključno z 6.7 g vlaknin
- 0.34 mg tiamina
- 0.54 mg vitamina B6
- 98 µg folatov (vitamina B9)
- 3.4 mg mangana
- 1.6 mg bakra
- 158 mg magnezija
- 346 mg fosforja
- 3.1 mg cinka

## Uporaba

### Farmacija
V farmaciji se uporabljajo predvsem orehovi listi, ki vsebujejo čreslovine in delujejo kot adstringens. Adstringens je snov, ki zožuje površinske krvne žilice in tako zmanjšuje vnetja. Uporabljajo se predvsem za grgranje in proti driskam. Čisti kri, delujejo proti novotvorbam, blago odvajajo vodo.
Čreslovine so prisotne tudi v ostalih delih rastline. 
Snovi v lubju delujejo antimikrobno proti naslednjim patogenim bakterijam: Staphylococcus aureus, Streptococcus mutans, Esherichia coli, Pseudomonas aeruginosa, Candida albicans. Poleg tega pomagajo dvigniti pH sline, zaradi česar je primeren za zobno higieno. Poleg tega tudi ustavlja razvoj posameznih gliv.
Naftokinonski derivat »juglon« ima antivirusen, antibiotičen in antimikotičen učinek, torej deluje proti virusom, bakterijam in glivam. Iz svežih listov in zelenih lupin plodov pridobljeni juglon kot barvilo dodajajo kremam in oljem za sončenje. Z beljakovinami kože se juglon poveže v rumenorjave komplekse in kožo obarva. Ti snovi pomagata pri zdravljenju takšnih kožnih težav kot so akne in mozolji, vendar pa naj bi se ti pripravki uporabljali previdno, da ne bi dražili kože.

### Zeliščarstvo
Zaradi podobnosti orehovih plodov s človeško glavo je navadni oreh veljal za pomoč pri različnih težavah z glavo. Tako je zunanji zeleni ovoj predstavljal kožo na glavi, trda lupina lobanjo, medtem ko je notranje jedrce predstavljalo človeške možgane. Uživanje orehov pa naj bi krepilo človeškega duha.
V slovenskem zeliščarstvu je »oreh gorke nature v pervem gradi,« in se v obliki čaja priporoča za notranjo uporabo kot krepilo za različne oblike pomanjkanja življenjske moči (sladkorna bolezen, slabi živci, zlatenica, beli tok, vnetje grla), saj naj bi pomagal pri »čiščenju krvi«, zaradi česar je bil dobrodošel pri takšnih kožnih težavah, kot so akne in mozolji. Zunanje se uporablja kot prevretek v kopelih in tudi pri različnih oblikah kožnih težav, in pri izpadanju las. Poleg tega se pripravlja tudi »orehovec«. To je pijača značilno rjavo črne barve, ki je pripravljena v alkoholu  namočenih nezrelih plodov in se uporablja predvsem za prebavne težave.

## Etnobotanika
Na lončenih tablicah je prvi zapis, da so orehe gojili na Visečih vrtovih v Babilonu kakih 2000 let p. n. št. Poleg tega je bil omenjen tudi v Hamurabijevem zakoniku. V grški mitologiji se je v oreh spremenila nimfa Karya. 
V rimskem času je oreh veljal za drevo plodnosti in obilja, zaradi česar so ga dodelili pod okrilje Jupitra. Jupiter naj bi po legendi, dokler je še živel na zemlji, prebival na orehovih drevesih. Bil je vladar vseh bogov. Rimljani so ga imenovali tudi Jovis, od koder tudi sedanje latinsko poimenovanje Jovis glans, Jovisovi orehi.
V slovenski mitologiji lahko zasledimo, da tistega, ki se rodi pod orehom, celo življenje spremljata sreča in bogastvo. Po drugi strani pa naj bi spanje pod orehom povzročalo glavobol. Spanje v noči poletnega sončnega obrata pod orehom naj bi prinašalo jasnovidne sanje. Zanimivo pa je, da naj bi bogata letina orehov obetala v naslednjem letu veliko nezakonskih otrok.
V slovenskem jeziku poznamo kar nekaj fraz, ki so povezana s plodovi tega drevesa:
- Streti trd oreh: rešiti težko, neprijetno stvar, naporen izziv. Za nekoga je lahko izziv tudi pretrd oreh.
- Smejal se je kot bi orehe stresal: glasno, hrupno.
- Ni vreden piškavega oreha: brezvrednost nečesa.

## Orehova potica
Za Slovenijo je značilna tudi izvirna sladica, potica, ki je sestavljena iz vzhajanega testa in polnila, ki je po navadi orehovo. Potica je opisana že v Valvasorjevi Slavi vojvodine Kranjske: 
Oreh je v Kranjski deželi precej razširjen. Ljudje ga sušijo za jed, a ga tudi rabijo za neki kruh v božičnih dneh, čemur rečejo potica.
Janez Vajkard Valvasor

## Galerija
- Orehovi plodovi (orehi)
- Slika navadnega oreha iz 19. stoletja

## Oreh v slovenskem jeziku
V slovenskem jeziku ima oreh pomembno vlogo tudi v prenesenih pomenih:
- kot bi orehe stresal - glasno, hrupno;
- ni vredno piškavega oreha - zelo malo, nič;
- to je trd oreh - je težko, zapleteno;
- streti trd oreh - rešiti težko, neprijetno stvar;
- zna več kot le orehe treti - ima velike sposobnosti, se spozna na marsikaj.